# Kubíček Factory
Kubíček Factory s.r.o. (v zahraničí používáno též Kubicek Balloons) je český výrobce horkovzdušných balónů a patří mezi největší výrobce na světě. Továrna sídlí v Brně, ale svou produkci exportuje do zemí po celém světě.

## Historie
Společnost BALÓNY KUBÍČEK byla založena v roce 1991 Alešem Kubíčkem, konstruktérem prvního novodobého českého horkovzdušného balónu, který byl v roce 1983 vyroben v brněnském Aviatik klubu. Před založením společnosti BALÓNY KUBÍČEK vyrobil Aleš Kubíček několik desítek dalších balónů pod křídly společnosti Aerotechnik Kunovice. Na základě těchto zkušeností spustil záhy po sametové revoluci privátní společnost, zaměřenou na výrobu letadel lehčích vzduchu.

## Současnost
1. ledna 2022 došlo ke změně názvu firmy z Balóny Kubíček na Kubíček Factory. Prvním sídlem byla budova na Francouzské 81 v centru Brna, kde dlouhá léta probíhala i vlastní výroba balónů. Ta v roce 2005 přesídlila do zcela nového továrního objektu na Jarní 2a v Brně-Maloměřicích. K 31. 12. 2022 firma zaměstnávala 132 zaměstnanců. V roce 2022 firma vyrobila 180 obalů, což ji řadí mezi tři hlavní výrobce balonů na světě.
Ve svém výrobním programu má vedle standardních obalů balónů v mnoha typech a velikostech i vlastní koše a hořáky a zabývá se i vývojem a výrobou balónů zvláštních tvarů pro reklamní účely např. v podobě 38 metrů vysokého létajícího medvídka, námořního kontejneru DHL, katedrály v St. Gallenu či štýrského zeleného srdce.

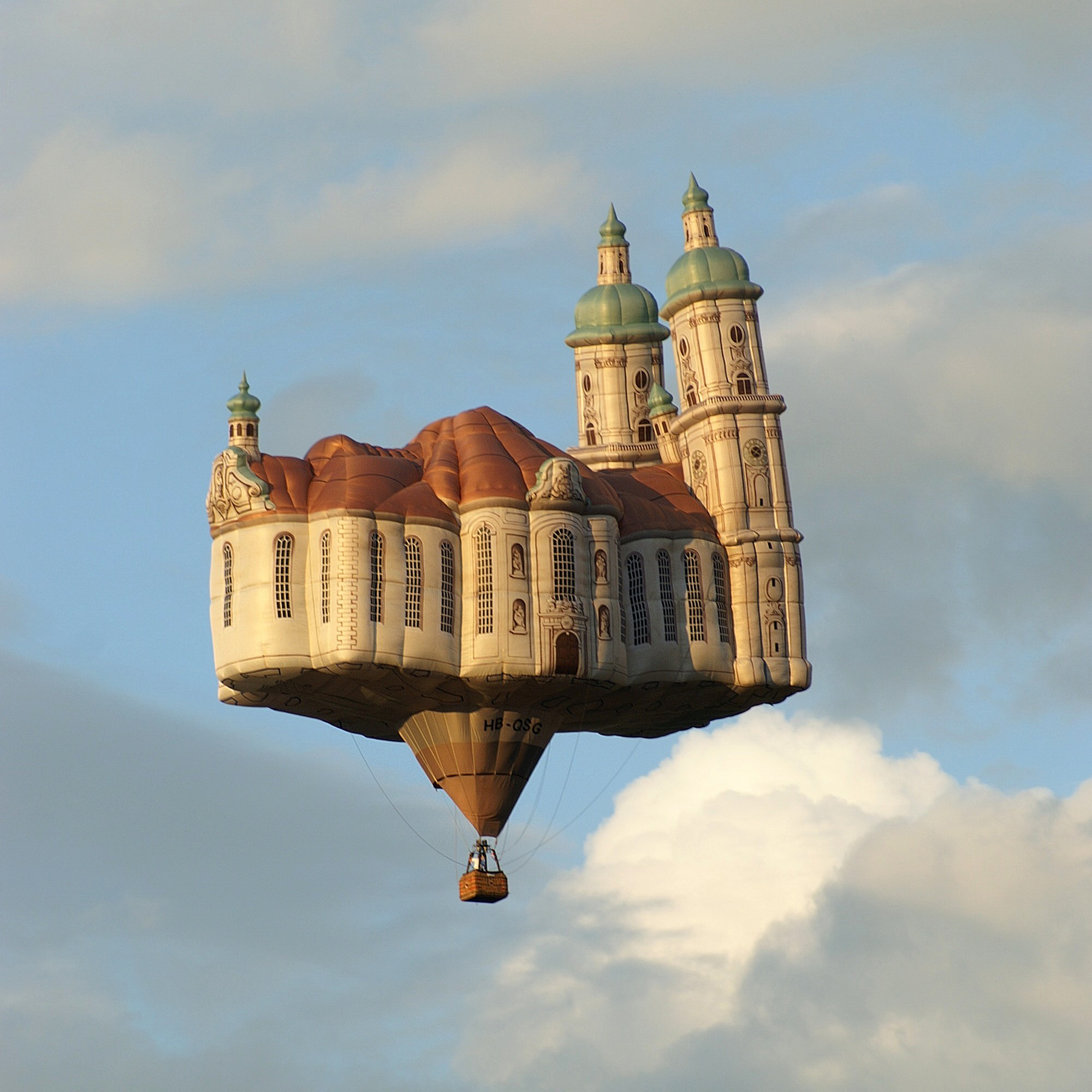
Katedrála St.Gallen

Společnost je držitelem oprávnění pro výrobu, servis a projekci dle evropských standardů EASA (Evropská agentura pro bezpečnost letectví) a rovněž se stala držitelem Evropského typového certifikátu pro horkovzdušné balóny. 
Balóny Kubíček používá pro své balóny unikátní vysokopevnostní polyesterovou textilii, která se vyrábí v Černé Hoře u Brna. Pilotní výcvik pro své zákazníky zajišťuje Balónový zámek sídlící na zámku v Radešíně.
V roce 2024 společnost získala ocenění Firma roku Jihomoravského kraje.